# Ángela Torres
Ángela Torres (nombre de nacimiento: Ángela Azul Concepción Caccia; Avellaneda, provincia de Buenos Aires, Argentina; 13 de agosto de 1998) es una actriz y cantante argentina. Es hija de la actriz Gloria Carrá y del músico Marcelo Torres, sobrina del cantante Diego Torres y nieta de la actriz y cantante Lolita Torres.

## Biografía
Ángela Torres creció en medio de una familia de artistas ya que es hija de la actriz y cantante Gloria Carrá y del músico Marcelo Torres, sobrina del cantante y actor Diego Torres y nieta de la cantante Lolita Torres, y fue por esta última que Ángela decidió usar su apellido para su nombre artístico, ya que esta influencia la motivó a estudiar teatro y circo desde los ocho años.

## Carrera profesional
En 2006, participó en el videoclip de la canción «Andando», primer corte del disco homónimo de su tío Diego Torres. Hizo su debut en televisión en la telenovela juvenil e infantil Patito feo de la productora argentina Ideas del Sur, transmitida por Canal 13 y Disney Channel entre 2007 y 2011,en la cual participó durante seis capítulos en 2007.A los doce años de edad debutó en teatro con la obra Irreal,de Silvina Gómez Giusto, por la que fue galardonada con el premio Trinidad Guevara en la categoría Revelación femenina. Allí interpretó el papel de Lía, una preadolescente que se ve inmersa en las intrigas de la gente adulta y sus especulaciones en torno al mercado del arte. Posteriormente, formó parte del elenco de la obra teatral La Novicia Rebelde, en donde interpretó el papel de una de las hijas del Capitán Von Trapp (Diego Ramos).
En abril de 2012, debutó en cine con la película argentina Extraños en la noche, protagonizada por su tío Diego Torres.En mayo de ese año obtuvo su rol debut en televisión, interpretando a Paloma Cocker, hija del protagonista —Oscar Martínez—, en la serie Condicionados,por la cual fue nominada en los Premios Tato, en la categoría Revelación.En 2013, se integró el elenco de la telecomedia Solamente vos.En el 2014 participó en Tu cara me suena 2 donde debía imitar cantantes nacionales e internacionales, y donde resultó ganadora tras ocho meses de competencia.Y a la par de participar en tu cara me suena también estuvo en teatro con la obra Criatura emocional.
En 2015, se integró el elenco de la telenovela Esperanza mía, producida por Adrián Suar, en El Trece.También participó de su adaptación teatral en el Ópera y en el Luna Park.También a mediados de ese año se lanza como solista con su primer tema «Vueltas al reloj». Ese mismo año participa como invitada en el programa Bailando por un sueño, en la ronda de salsa de a tres.En octubre, se informó que Torres se había unido al elenco principal de la película biográfica, Gilda, no me arrepiento de este amor protagonizada por Natalia Oreiro, en donde interpretará a la cantante de cumbia Gilda durante su adolescencia.Ese mismo año participó en el videoclip de Coronados de Gloria, junto a Federico Venzi, en la canción «Martaelena». Esta banda es la liderada por su madre, Gloria Carrá. 
Concursó en el reality show de baile Bailando 2016 conducido por Marcelo Tinelli en 2016, donde obtuvo el sexto puesto tras siete meses de competencia. Ese mismo año, cantó una canción con Diego Torres, llamada «El camino en dos oportunidades». En julio del mismo año, estrenó en el Teatro Gran Rex la obra Peter Pan, el musical en donde interpreta a Tigrilla. Sus compañeros de elenco fueron Fernando Dente y Natalie Pérez. El 23 de octubre de 2016, debutó como cantante solista en el Personal Fest, presentando su segundo sencillo «La vida Rosa», entre otros adelantos de su primer material discográfico. En noviembre, formó parte del videoclip de Miranda! «743».
Presentó su primer video solista, «La vida rosa» en 2017,apareció nuevamente en la pantalla grande con un rol en la película Los Padecientes, protagonizada por Eugenia Suárez y Benjamín Vicuña.
A principios de 2018 participó de la película de Joaquín Cambre, Un viaje a la Luna, junto a Angelo Mutti Spinetta.Ese mismo año obtuvo su primer papel protagónico en la tira diaria Simona, producida por Pol-Ka y emitida por El Trece en 2018.
En 2019, lanzó su sencillo «Suerte»,un año más tarde publicó las canciones «Aló»,«Guapo»,y «Flotando».
En 2021 lanzó su EP La Niña de fuego y lanzó los videoclips de «LNDF» y «Fragil» y también otros singles como «Me Perdí» con Lara 91k y «Amor del Weno» junto a su novio Franco Rizarro. Ese año también protagonizó junto a Ecko y Tomás Wicz la serie Días de gallos, emitida por la plataforma de streaming HBO Max.
En 2022, lanzó 3 canciones en un día,«Me va muy bien»,«Deja Vu» y «Me di cuenta» junto a Sael, y una colaboración con Robleis titulada «OMG».

## Filmografía

### Cine
| Año  | Título                               | Papel               | Dirección          |
| ---- | ------------------------------------ | ------------------- | ------------------ |
| 2012 | Extraños en la noche                 | Azul                | Alejandro Montiel  |
| 2016 | Gilda, no me arrepiento de este amor | Gilda (adolescente) | Lorena Muñoz       |
| 2017 | Los padecientes                      | Camila Vanussi      | Nicolás Tuozzo     |
| 2018 | Un viaje a la Luna                   | Iris                | Joaquín Cambre     |
| 2022 | Más respeto que soy tu madre         | Sofía Bertotti      | Marcos Carnevale   |
| 2023 | Temas propios                        | Eli                 | Guillermo Rocamora |

### Televisión
| Año       | Título                | Papel          | Notas                        |
| --------- | --------------------- | -------------- | ---------------------------- |
| 2008      | Patito feo            | Antonia        |                              |
| 2012      | Condicionados         | Paloma Cocker  |                              |
| 2013-2014 | Solamente vos         | Mora Cousteau  |                              |
| 2014      | Tu cara me suena      | Participante   | Ganadora                     |
| 2015-2016 | Esperanza mía         | Lola Fiore     |                              |
| 2016      | Bailando por un sueño | Participante   | 19.na eliminada              |
| 2018      | Simona                | Simona Sánchez |                              |
| 2021-2023 | Días de gallos        | Rafaela        |                              |
| 2024      | Porno y helado        | Rosa           | Episodio: «Pablo está viejo» |

## Teatro
| Año       | Título                         | Papel              | Lugar                    |
| --------- | ------------------------------ | ------------------ | ------------------------ |
| 2011      | Irreal                         | Lía                | Ofelia Casa Teatro       |
| 2012      | La novicia rebelde             | Brigitta Von Trapp | Teatro Ópera             |
| 2014      | Criatura emocional             | Varios             | Teatro Tabarís           |
| 2015      | Esperanza mía, el musical      | Lola Fiore         | Teatro Ópera / Luna Park |
| 2016-2017 | Peter Pan, todos podemos volar | Tigrilla           | Teatro Gran Rex          |
| 2017      | El diario de Ana Frank         | Ana Frank          | Teatro 25 de Mayo        |
| 2018      | Simona en vivo                 | Simona Sánchez     | Luna Park                |
| 2024      | Rent                           | Mimi Márquez       | Teatro Ópera             |

## Discografía
Álbumes
- 2025: No me olvides

Extended plays
- 2021: La niña de fuego[29]

Banda sonora
- 2018: Simona[30]

### Sencillos
| Año  | Título                    | Álbum                             |
| ---- | ------------------------- | --------------------------------- |
| 2015 | «Vueltas al reloj»        | Sin álbum                         |
| 2017 | «La vida rosa»            | Sin álbum                         |
| 2018 | «Simona va»               | Simona (banda sonora)             |
| 2018 | «Viaje a la Luna»         | Un viaje a la Luna (banda sonora) |
| 2018 | «Más allá»                | Un viaje a la Luna (banda sonora) |
| 2019 | «Suerte»                  | Sin álbum                         |
| 2020 | «ALÓ»                     | La Niña de Fuego                  |
| 2020 | «Guapo»                   | La Niña de Fuego                  |
| 2020 | «Flotando»                | La Niña de Fuego                  |
| 2021 | «LNDF (La Niña de Fuego)» | La Niña de Fuego                  |
| 2021 | «Frágil»                  | La Niña de Fuego                  |
| 2021 | «Me Perdi»                | La Niña de Fuego                  |
| 2021 | «Amor del Weno»           | La Niña de Fuego                  |

## Premios y nominaciones
| Año  | Premio                        | Categoría                                                              | Trabajo nominado | Resultado | Ref.   |
| ---- | ----------------------------- | ---------------------------------------------------------------------- | ---------------- | --------- | ------ |
| 2012 | Premios Tato                  | Revelación                                                             | Condicionados    | Nominada  | [ 9 ]  |
| 2012 | Premios Trinidad Guevara      | Revelación femenina                                                    | Irreal           | Ganadora  | [ 31 ] |
| 2013 | Kids Choice Awards Argentina  | Revelación                                                             | Solamente vos    | Nominada  | [ 32 ] |
| 2015 | Kids Choice Awards Argentina  | Actriz favorita                                                        | Esperanza mía    | Nominada  | [ 33 ] |
| 2017 | Fans Awards                   | Listo lo dije                                                          | Ella misma       | Nominada  | [ 34 ] |
| 2018 | Premios Martín Fierro Digital | Revelación                                                             | Ella misma       | Nominada  | [ 35 ] |
| 2022 | Premios Latin Plug            | Revelación del año                                                     | Ella misma       | Nominada  | [ 36 ] |
| 2022 | Produ Awards                  | Mejor actriz principal - Serie dramática                               | Días de gallos   | Nominada  | [ 37 ] |
| 2022 | Premios Cóndor de Plata       | Mejor actriz protagonista en comedia                                   | Días de gallos   | Nominada  | [ 38 ] |
| 2022 | Premios BAMV Fest             | Video Pop                                                              | «Me va muy bien» | Nominada  | [ 39 ] |
| 2022 | Premios BAMV Fest             | Dirección de arte                                                      | «Me va muy bien» | Nominada  | [ 39 ] |
| 2023 | Produ Awards                  | Mejor actriz principal - Serie y miniserie histórica, política, social | Días de gallos   | Nominada  | [ 40 ] |
| 2024 | Premios ACE                   | Mejor actriz en musical                                                | Rent             | Nominada  | [ 41 ] |